# Misiunea Bufonului
Misiunea Bufonului (2001) (titlu original Fool's Errand) este o carte de Robin Hobb, prima din trilogia Omul arămiu (Tawny Man). Acțiunea ei începe la 15 ani după evenimentele relatate în Răzbunarea asasinului, perioadă acoperită de trilogia The Liveship Traders (Ship of Magic, The Mad Ship, Ship of Destiny).

## Intriga
FitzChivalry Farseer și-a schimbat numele în Tom Badgerlock și s-a retras departe de lumea civilizată, alături de lupul Ochi Întunecați și de Hap, fiul adoptiv pe care i l-a adus Starling, menestrelul. Femeia îl vizitează periodic, înseninându-i zilele și ajutându-l să rămână la curent cu evenimentele prin care trec cei dragi pe care el a fost nevoit să-i părăsească.
Dar liniștea este tulburată la un moment dat de vizitele succesive ale lui Chade și ale Bufonului. Cei doi îl roagă să revină la Buckkeep, unde este nevoie de talentele lui. După ce refuză în primă fază, Fitz își dă seama că Hap a crescut destul de mare pentru a intra ucenic la un meșter. Iar pentru asta are nevoie de bani, pe care-i poate procura doar cu ajutorul vechilor săi prieteni.
Ajuns la Buckkep, Fitz află motivul îngrijorării lui Chade și a Bufonului: prințul Dutiful, moștenitorul tronului, lipsește de mai multe zile și nimeni nu i-a dat de urmă. Deoarece este înzestrat cu Har, există atât riscul de a fi fost răpit de pestriți, care nu vor să permită căsătoria lui cu o fată din Insule, cât și să fi fost ucis de populația care-i consideră blestemați pe oamenii legați de animale. Fitz își dă seama că visele pe care le-a avut uneori, când se afla în tovărășia unei pisici de vânătoare, erau cele în care Meteșugul îl legase de Dutiful, cu care împarte același Sânge Străvechi. El rezolvă ca Hap să rămână în casa unei vânzătoare de talismane, Jinna și să fie ajutat cu bani de Chade. Apoi pleacă în căutarea lui Dutiful alături de Bufon - cunoscut acum la curte drept Lordul Auriu și al cărui servitor se prezintă a fi - și de Laurel, vânătoarea și confidenta reginei Kettricken.
Meșteșugul îl ajută să-l localizeze pe prinț pe domeniul unui vasal, Lady Bresinga, dar toate indiciile arată că a fost atras acolo cu consimțământul acestuia. Odată ce devin conștienți de adevăratele scopuri ale musafirilor de la Buckkeep, pestriții din zonă se străduiesc să-l îndepărteze pe prinț, ducându-l într-un loc doar de ei știut. Cu ajutorul lui Ochi Întunecați, Fitz se ține pe urmele lor și reușește să-l captureze pe prinț. Lupta cu adversarii este inegală și Fitz încearcă să scape folosind o Piatră a Meșteșugului. Dar singurul pe care reușește să-l ia cu el este prințul, a cărui poveste are acum ocazia să o afle.
Dutiful fusese legat prin Har de o pisică sălbatică a cărei stăpână, după ce murise, se refugiase în corpul ei și o luase în stăpânire. Profitând de inocența prințului, aceasta îl păcălește și-l atrage într-o poveste de dragoste în urma căreia îi înfrânge voința și încearcă să-i ia corpul în stăpânire. Fitz își dă seama că singurul mod în care-l poate salva pe prinț este uciderea pisicii în corpul căreia sălășuiește pestrița. El revine alături de Bufon și Ochi Întunecați și, cu ajutorul unui vicleșug, își duce planul la îndeplinire. Prințul este devastat de pierdere, lucru valabil și pentru Fitz: în urma rănilor și a vârstei înaintate, lupul moare.
Reveniți la Buckkeep, Fitz acceptă sarcina de a deveni mentorul lui Dutiful, pe care să-l inițieze în tainele Meșteșugului și a Harului. Odată cu sosirea delegației din Insule, prințul își cunoaște viitoarea soție, o tânără de doar unsprezece ani. Cu concursul lui Chade, Fitz încearcă să o convingă pe Kettricken să schimbe legile în ceea ce-i privește pe pestriți, astfel încât prințul să nu se mai afle în pericol dacă se va afla că e înzestrat cu Har.

### Cuprins
| - Capitolul I - Chade Fallstar - Capitolul II - Starling - Capitolul III - Despărțiri - Capitolul IV - Vrăjitoarea-tămăduitoare - Capitolul V - Omul arămiu - Capitolul VI - Anii de liniște - Capitolul VII - Inimă de lup - Capitolul VIII - Sânge Străvechi - Capitolul IX - Regretele mortului - Capitolul X - Sabia și chemarea | - Capitolul XI - Turnul lui Chade - Capitolul XII - Talismane - Capitolul XIII - Înțelegeri - Capitolul XIV - Laurel - Capitolul XV - Galeton - Capitolul XVI - Gheare - Capitolul XVII - Vânătoarea - Capitolul XVIII - Sărutul Bufonului - Capitolul XIX - Hanul - Capitolul XX - Pietre | - Capitolul XXI - Dutiful - Capitolul XXII - Alegeri - Capitolul XXIII - Plaja - Capitolul XXIV - Confruntări - Capitolul XXV - Răscumpărarea - Capitolul XXVI - Sacrificiul - Capitolul XXVII - Lecții - Capitolul XXVIII - Întoarcerea acasă - Capitolul XXIX - Orașul Buckkeep - Epilog |

## Personaje
- FitzChivalry Farseer, alias Tom Badgerlock - bastard regal din neamul Farseer, înzestrat cu Har și Meșteșug, antrenat în meseria de asasin
- Ochi Întunecați - lup bătrân legat prin Har de Fitz
- Hap - fiul adoptiv al lui Fitz, care dorește să devină ucenic de tâmplar în Buckkeep
- Starling - femeie-menestrel care, deși căsătorită, își împarte dragostea și cu Fitz în peregrinările ei
- Chade Fallstar - fostul mentor al lui Fitz în meseria de asasin, devenit acum sfetnic regal
- Jinna - vrăjitoare-tămăduitoare specializată în realizarea de talismane
- Bufonul, alias Prințul Auriu - Profetul Alb menit să ajute lumea să treacă peste momentele de cumpănă ale acelor vremuri, fost bufon al Regelui Shrewd
- Kettricken - Regina regentă a Celor Șase Ducate
- Laurel - vânătoare regală și confidentă a reginei Kettricken
- Dutiful - Prințul moștenitor al tronului Celor Șase Ducate
- Lady Bresinga - vasală a Reginei Kettricken
- Civil - fiul lui Lady Bresinga
- Laudwine - conducătorul grupului de pestriți care-l răpește pe Prințul Dutiful
- Deerkin - pestriț aflat pentru o vreme în slujba lui Laudwine, văr cu Laurel
- Peladine - femeie care, înainte de a muri, a trecut în corpul pisicii de care era legată cu Har; după întâlnirea cu Prințul Dutiful, a încercat să capete controlul asupra acestuia, pentru a se transfera în corp uman

## Opinii critice
Scriitorul George R. R. Martin apreciază că „în abundenta literatură fantasy din zilele noastre, cărțile lui Robin Hobb sunt ca diamantele într-o mare de zircon”. În aceeași notă, SF Site observă că „deși reprezintă începutul unei noi trilogii [...] acest roman are, cu certitudine, o unitate și o finalitate pentru care mulți cititori vor fi recunoscători, deoarece autoarea are grijă să nu lase acțiunea în coadă de pește, așa cum se întâmplă de obicei în seriile din ziua de azi”.
Publishers Weekly laudă romanul, spunând că „în această continuare greu de lăsat din mână a trilogiei Farseer, Hobb păstrează standardele înalte pe care le știm deja din seriile ei fantasy”. Infinity Plus remarcă faptul că „este o readucere în scenă gradată și bogată a unor vechi personaje preferate și are momentele ei dramatice și tensionate”, dar își arată dezamăgirea că desfășurarea acțiunii este destul de ușor de anticipat.